# Wilhelmsia
Wilhelmsia é um género botânico pertencente à família Caryophyllaceae.